# برادي كيز
برادي كيز (بالإنجليزية: Brady Keys)‏ هو لاعب كرة قدم أمريكية أمريكي، ولد في 19 مايو 1937 في أوستن في الولايات المتحدة، وتوفي في 24 أكتوبر 2017 في مانهاتن في الولايات المتحدة.

## وصلات خارجية
- برادي كيز على موقع مرجع كرة القدم المحترفة.كوم (الإنجليزية)